# Gene Pitney
Gene Francis Alan Pitney (Hartford, 1941. február 17. – Cardiff, 2006. április 5.) amerikai énekes-dalszerző és zenész.
Az Egyesült Államokban 16 kislemeze került fel a top 40-es listára, ebből négy a legjobb 10 közé, ugyanez az arány az Egyesült Királyságban 22 top 40-es kislemez és 11 top 10-es dal. Legismertebb slágerei: "Town Without Pity", "(The Man Who Shot) Liberty Valance", "Twenty Four Hours from Tulsa", "I'm Gonna Be Strong", "It Hurts to Be in Love", valamint a Marc Almonddal rögzített "Something's Gotten Hold of My Heart". Dalszerzőként olyan előadóknak írt szerzeményeket, mint Bobby Vee ("Rubber Ball"), Ricky Nelson ("Hello Mary Lou") vagy a The Crystals ("He's a Rebel"). 2002-ben beiktatták a Rock and Roll Hall of Fame-be. Szívelégtelenségben hunyt el.

## Diszkográfia

### Nagylemezek
- The Many Sides of Gene Pitney (1962)
- Spotlight on Gene Pitney & NewCastle Trio (1962)
- Only Love Can Break a Heart (1962)
- Gene Pitney Sings Just for You (1963)
- Gene Pitney Sings World Wide Winners (1963)
- Blue Gene (1963)
- Gene Pitney Meets the Fair Young Ladies of Folkland (1964)
- Gene Pitney's Big Sixteen (1964)
- Gene Italiano (1964)
- It Hurts to Be in Love and Eleven More Hit Songs (1964)
- Gene Pitney's Big Sixteen, Volume Two (1965)
- For the First Time! Two Great Stars - George Jones and Gene Pitney (1965)
- I Must Be Seeing Things (1965)
- It's Country Time Again! (with George Jones) (1965)
- Looking Through the Eyes of Love (1965)
- The Great Songs of Our Time (1965)
- Espanol (1966)
- Being Together (with Melba Montgomery) (1966)
- Big Sixteen Volume 3 (1966)
- Backstage (I'm Lonely) (1966)
- Nessuno Mi Può Giudicare (1966)
- Greatest Hits of All Times (1966)
- The Country Side of Gene Pitney (1966)
- Young and Warm and Wonderful (1966)
- Just One Smile (1967)
- Golden Greats (1967)
- The Gene Pitney Story (1968)
- Español, Volume 2 (1968)
- Gene Pitney Sings Burt Bacharach and Others (1968)
- She's a Heartbreaker (1968)
- The Greatest Hits of Gene Pitney (1969)
- This is Gene Pitney Singing The Platters' Golden Platters (1970)
- Super Star (1970)
- Ten Years Later (1971)
- New Sounds of Gene Pitney (1972)
- The Golden Hits of Gene Pitney (1972)
- Pitney '75 (1975)
- Backstage: The Greatest Hits and More (1990)
- You're The Reason (1990)
- Anthology(1961-1968) (1990)
- Hits and Misses (1993)
- Heartbreaker (1994)
- George Jones & Gene Pitney (1994)
- More Greatest Hits (1995)
- Greatest Hits (1995)
- Great Gene Pitney (1996)
- Very Best of Gene Pitney (1997)
- 22 Greatest Hits (1998)
- 25 All-Time Greatest Hits (1999)
- Defenitive Collection (1999)
- Many Sides of Gene Pitney/Only Love Can Break a Heart (1999) (2010)
- Looking Through (Ultimate Collection) (2001)
- His Golden Classics (2001)
- I'm Gonna be Strong (2002)
- Blue Angel: The Bronze Sessions (2003)
- Something's Gotten Hold of My Heart (2003)
- Street Called Hope (2004)
- Big Twenty: All the UK Top Hits, 1961-1973 (2004)
- Love Grows (2005)
- 24 Hours From Tulsa (2005)
- Something's Gotten Hold of My Heart (2005)
- Platinum Collection (2007)
- Best of Gene Pitney (2008)
- Sings Just For You/World Wide Winners (2011)
- Country Side of Gene Pitney (2012)
- Blue Gene/Meets the Fair Young Ladies of Folkland (2013)
- I'm Gonna be Strong/Looking Thru the Eyes of Love (2013)
- Cradle of My Arms: Complete Gene Pitney (2013)
- The Collection: The Original Musicor Master Tapes (2018)